# Ribiška trdnjava
Ribiška trdnjava (madžarsko Halászbástya) je eden najbolj znanih zgodovinskih spomenikov v Budimpešti, ki stoji v bližini Budimskega gradu, v Várkerületu (okrožje Budimskega gradu). Od leta 1987 je na Unescovem seznamu svetovne dediščine kot del okrožja Várkerület (okrožje Budimskega gradu).
Ponuja edinstveno panoramo Budimpešte z neoromanskih razglednih teras. Glavna fasada Ribiške trdnjave, vzporedna z Donavo, je dolga približno 140 metrov, od tega je južna ladja dolga približno 40 metrov, severna 65 metrov, okrašen osrednji parapet pa je dolg 35 metrov. Njegovih sedem visokih kamnitih stolpov simbolizira sedem madžarskih poglavarjev, ki so leta 895 ustanovili Madžarsko.
Prvotno obzidje je bilo zgrajeno v 17. stoletju in je bilo del obzidja gradu. Zgodovinarji se strinjajo, da je v srednjem veku ta del grajskega obzidja varoval ceh ribičev (halász), ki je živel pod obzidjem v tako imenovanem Ribjem mestu ali Vodnem mestu. Sedanja stavba je bila zgrajena med letoma 1895 in 1902, v neoromanskem slogu, na podlagi odseka obzidja Budimskega gradu, arhitekt Frigyes Schulek, ki je bil tudi odgovoren za obnovo.

## Izvor imena
Stavba je bila prej znana kot 'Ribiški bastion', domnevno iz dela budimskega mestnega obzidja, ki je bil zaupan cehu ribičev, bolj verjetno pa iz naselja ob Donavi, Ribjega mesta (Halászváros), imenovanega tudi Vodno mesto. Svoje blago so ribiči našli že v srednjem veku. Blizu Matijeve cerkve so jo pripeljali v ribarnico. Ceh ribičev ni skrbel samo za prodajo rib, ampak so njegovi člani v vojnah kljubovalno branili mestno obzidje.[2]

## Zgodovina

### Izvor trdnjave
Grajski hrib je služil kot prenočišče in utrdba za okoliška naselja v času kraljev iz rodbine Árpád. Razvoj naselja na Grajskem hribu za madžarskega kralja Bélo IV. je postal izrazitejši zaradi urbanističnega razvoja, kot upravno središče države pa je postalo prevladujoče v dobi kralja Matije Korvina. Njegove obrambe in bastijoni so bili utrjeni v srednjem veku in med turško okupacijo, vendar so bili večkrat poškodovani. Sama četrt Budimskega gradu je skozi čas doživela veliko preobrazbo. Od Matijevega časa je bil Budimski grad uspešen, vendar je po mohaški katastrofi med turško oblastjo marsikaj uničeno, ukinjeno in spremenjeno, tudi v gradu. Avstrijske sile so mesto odvzele Turkom, in ti so vladali z Dunaja.
Temelji na kletnih stenah današnjega Ribiške trdnjave, od stolpa nekdanjega Híradása (Telegrafa) do Jezsuita lépcső (jezuitskih stopnic), po zloženi postavitvi nekdanjega bastijona. Ta zloženi zaščitni sistem grajskega zidu prekine linijo trdnjave, tako da lahko vsak del zaščiti drugega s stranskim ognjem. Ta odsek je bil zgrajen po porazu Rákóczijeve osamosvojitvene vojne s strani avstrijskega poveljstva po takratnem modernem vojaškem principu. Na mestu okroglega stolpa je bil postavljen severni preddverni stolp današnje Ribiške trdnjave.
Ribiška trdnjava je kljub obnovi nekaterih obrambnih objektov in avstrijski obnovi postopoma propadala, saj jo je avstrijski vojaški vrh priznaval kot vojaško utrdbo. Prizanesla ji ni ne narava ne vojne. Dež z gore je odnesel nekaj temeljev grajskega obzidja in trdnjave na pobočju. Hkrati pa so v spominu na nedavne vojne na mnogih od njih ostali sledovi dobre ali slabe obnove kamnin krogličastih vrzeli. Obenem se območje dviga visoko nad mestom in je bilo odločilnega pomena za mestno podobo. Vendar avstrijsko vojaško vodstvo ni hotelo porabiti več denarja za poselitev območja, kot bi bilo potrebno za vidnejšo utrdbo, zato so izvedli samo utrjevanje. Trdnjavski značaj Budimskega gradu je bil odpravljen leta 1874, ko je vojno ministrstvo razglasilo, da grad kot trdnjava ne izpolnjuje zahtev, ki so veljale za takrat moderne. Odslej so bila tudi ta popravila preklicana. Med urejanjem zadeve v prestolnici se je že ukvarjal s pomirjujočo poselitvijo območja. Že leta 1871 je odbor Pešte objavil razpis za razvoj regulacijskih načrtov za novo združeno prestolnico. Vsi trije zmagovalci natečaja so obravnavali problematiko poselitve Grajskega griča, v okviru tega pa je bil poseben poudarek dan Ribiški trdnjavi.

### Prenova
Ribiška trdnjava je bila zaradi svoje arhitekturne in urbanistične naloge povezana z obnovo Matijeve cerkve. V svojem povzetku arhitekta Frigyesa Schuleka, ki je toliko naredil za zaščito in obnovo srednjeveških templjev, je že ugotovil, da je bila cerkev nekoč brez denarja in s svojimi nenavadnimi in z vojaškega vidika rahlo depresivnimi razsežnostmi, in da je treba ohraniti nižjo raven tal, doseženo z izkopavanjem in okoljem. Po končani prenovi Matijeve cerkve je postalo pereče vprašanje obnove okolja in njegovega prilagajanja templju. Po prvotnih zamislih bi moralo biti to območje urejeno za tisočletnico madžarske države, ko je bil kronan prvi madžarski kralj in čeprav je bil v Schulekovem času zasnovan in predložen svetu javnih del glavnega mesta, je bila gradnja končno omejena na leto 1899 in se je začela v več fazah. V letih 1901 in 1902 so bile dokončane južne in severne stopnice, celotna Ribiška trdnjava je bila dokončana 1905. 9. oktobra je bila predana kapitlju.
- Ribiška trdnjava in Matjaževa cerkev (bakrorez Jánosa Binderja, 1790), s pogledom na Ribje mesto (Halászváros).
- Pogled na Budimpešto z Ribiške trdnjave. Desno so ostanki prvotnega obzidja Budimskega gradu.
- Joseph in Peter Schaffer: Mestna pokrajina Budima in Pešte, 1787. V ospredju so vinogradi nad Ribjim mestom (Halászváros).
- Frigyes Schulek
- Ribiška trdnjava leta 2008

### V drugi svetovni vojni in naprej
Ribiška trdnjava je bila močno poškodovana med obleganji v drugi svetovni vojni, a ker je bil ena od pomembnih znamenitosti Budimpešte, je zavzela vidno mesto v prednostnih nalogah obnove po vojni. Restavratorska dela je vodil László Bors, državni arhitekt. Obnovo je oteževalo dejstvo, da so morali gasilci okolico temeljito pregledati, preden so lahko ocenili škodo in naredili načrte obnove. Prvi spektakularni del procesa, ki je trajal leta,  je bil končan leta 1953. Budimski grad je bil od ostalih delov ločen z visokim lesenim blokom, ki ni bil pregledan, zlasti na današnjem hotelu Hilton. V Rákosijevem obdobju je obstajala stalna patruljna postaja, da bi se izognili nesrečam, vendar je bilo tudi po letu 1957 več krajev, ki so bili resnično nevarni, a tudi politično razsežnost, zlasti glede nadzora prihajajočih tujcev.
Hotelska stavba za Ribiško trdnjavo z modernimi okni je bila predmet številnih polemik. Mnogi niso našli razloga za gradnjo velikega hotela. Drugi so videli, da se načela modernega in starega združujejo v novi enotnosti obeh stavb.
30. maja 1995 je Grajsko okrožje uvedlo vstopnino za Ribiško trdnjavo. Novembra 2003 je bil objekt predan javnosti.

## Arhitektura
Ribiško trdnjavo, mojstrovino arhitekta Schuleka, sestavljajo tri stavbne enote in več manjših enot po Schulekovih načrtih.

### Stopnice
Schulek je prvotno nameraval zgraditi tristopenjska stopnišča do Donave. Dokler ni bila zgrajena Ribiška trdnjava, je bil na tem mestu dolg odsek ozkih in temnih jezuitskih stopnic, ki so segale do južne stene bastijona. Po jezuitskih stopnicah je bil možen dostop iz Ribjega mesta, ki je bil neprimeren za večji promet. Schulek je spremenil prehod, tako da je stopnice ponekod razširil na 8 metrov, njegova spodnja vrata pa je poudaril s stilnim zatrepom, ki je vključeval originalni relief leva iz romanske cerkve, izkopan med obzidjem. Enostavne stopnice iz granitnega kamna so postavljene na opečnato podlago. Na desni in levi strani stopnišča sta bila postavljena kipa bojevnikov, ki sta predstavljala različno orožje Árpádove dobe iz 10. stoletja in stražila vrata. Štiri od sedmih vodilnih kipov na glavnih stopnicah je izklesal Franz Graf Mikhail (Ferenc Mikula 1861–1926), kipar, rojen v Debrecenu in šolan na Dunaju. Izdelal je tudi podstavek, leve in reliefe kipa sv. Štefana.

### Bastijoni in hodniki sever–jug
Severni in južni bastijon ter hodniki, ki tvorijo dvorišče, so spodaj povezani s stopniščem, ki povezuje bastijona na obeh straneh, zgoraj in na ravni dvorišč s parapetom. Ena največjih Schulekovih zaslug je, da je ta prostor Grajskega hriba, ki je bil v bistvu in prvotno namenjen vojaškim namenom, spremenil v mirno sprehajališče in razgledni objekt, ki je z Matijevo cerkvijo tvoril pomembno arhitekturno enoto Grajskega griča. Prvotno je bil tempelj za vojaške namene zaprt za obzidje in ga iz podobnih razlogov ni bilo mogoče zgraditi previsoko. Schulek, ki se je držal vladnega odloka, ki je odklenil vojaške cilje, je Ribiško trdnjavo odprl proti Donavi in Pešti tako, da je obkrožil deblo cerkve in z dvema stolpoma zagotovil dovolj prostora za stavbni kompleks. Ob robovih nekdanjih obzidij je oblikoval pokrite hodnike z lokom na odprti vrsti stebrov, nad katerimi je odprl dostopno dvorišče z okrašenimi stavbami (bastijoni) s stožčastimi strehami. Trenutno je to območje namenjeno razgledišču. Na severu se dviga večnadstropni, prekrivajoči se stolp, glavni stolp, pod katerim sta kipa starešine in voditelja Almosa, lev, ki drži ščit s kitko, in mitološko bitje z odprtimi usti, izrezljan zmaj v istem slogu kot oba ustanovna voditelja. V ozkem prostoru pred svetiščem Matijeve cerkve je okrašen parapet, ki povezuje oba hodnika Ribiške trdnjave in omogoča pogled od spodaj. Arkadni pregradni zid je okrašen z balkonom v osi srednjega stopnišča.

### Kip sv. Štefana in južno dvorišče
Tretja večja enota spomeniškega kompleksa je južno trdnjavsko dvorišče in z njim povezani ustanovitelj, prvotno ga je zgradil Štefan I. Ogrski, prvi kralj Ogrske.
Schulekova prvotna zamisel je bila pokrita kupola okoli kipa sv. Štefana, vendar so zaradi proračunskih razlogov sredi južnega dvorišča, ki ga s treh strani oklepajo hodniki, postavili prostostoječi kip. Prosil je kiparja Alajosa Stróbla, naj naredi kip sv. Štefana; projekt je začel leta 1896 in ga dokončal leta 1906. Po postavitvi kipa je bilo 21. maja 1906 njegovo slovesno odkritje. Zjutraj na dan otvoritve so se dr. Antal Nemes, papeški prelat in župnik v Budi-Pešti in drugi po maši zbrali okoli kipa in sneli tančico s kipa Alajosa Stróbla.
Veliki duhovnik si je ogledal kip in ga posvetil. Nastopilo je tri četrtine članov vlade: Sándor Wekerle, grof Albert Apponyi, Ignác Darányi, grof János Zichy in Lajos Jekelfalussy. Končno je ob eni uri ob zvonjenju prišel sam kralj in uradna slovesnost se je začela.
Za kip Stróbla je Schulek zasnoval neoromanski podstavek, okoli njega pa je bila ovalne oblike, preluknjana kamnita in parapetna ograja, postavljena v geometričnem središču južnega trdnjavskega dvorišča. Podstavek je okrašen z reliefi, ki so bili prvotno uporabljeni za freske, zasnovane za stene dvorane, ki spominjajo na pomemben trenutek vladavine kralja Štefana: prizor kronanja, uvedba zakonodajnega akta, upodobitev Dunaja in avstro-ogrskega dualizma, medtem ko na zadnji in vzhodni strani vidimo vrsto prizorov, ki simbolizirajo gradnjo templja, kjer je Stróbl upodobil ostarelega mojstra Schuleka kot bradatega, klečečega modela kralja Štefana v podobi gradbenega mojstra.
Nad reliefom je bogato okrašen rob z zlatimi medaljoni na straneh, agnus dei (Jagnje božje), znaki evangelista in reliefi dvojnega križa. Rob zgornjega dela temelja podpira šest trdnih, okrašenih stebrov, na katerih je postavljen bronasti kip kralja.
Kiparska skupina sedmih voditeljev, ki je bila prvotno namenjena zamenjavi skupine severnih stolpov, ki je bila sproti umaknjena iz načrta, je bila izvedena z večjimi spremembami današnjega Trga herojev (Hősök tere).

### Kip Jánosa Hunyadija
Sestavni del Ribiške trdnjave je tudi kip Jánosa Hunyadija, postavljen na odcepu ceste Johna Hunyadija. Tóth István je leta 1899 dobil naročilo za izdelavo kipa, ki je bil slovesno odprt leta 1903. Po Schulekovih načrtih je bil zgrajen tudi neogotski podstavek iz apnenca, ki je tvoril harmonično celoto s preostalim delom Ribiške trdnjave. Podstavek zapirajo listnati robovi, na fasadi je Hunyadijev grb, na drugih stranicah je marmornat okras. Junak v oklepu, s krokarsko čelado na glavi, stoji, ob nogah so zastave in drugi vojaški znaki poraženih Turkov, ki simbolizirajo njegovo zmago.

### Kip sv. Jurija
V bližini kipa János Jánosija je bronasta kopija kipa sv. Jurija Zmaja iz leta 1313, ki ga najdemo na praškem gradu, originalni kip pa so izdelali srednjeveški madžarski mojstri (bratje Kolozsvari).[2]

### Kip Julijana in Gerharda
Na pobudo Lászlója Bendefyja je bil postavljen kip patrov Julijana in Gerharda, ki pripada spomeniku Ribiške trdnjave, kateremu je Bendefy, ki temelji na spisih patra Julijana, ponudil svojo knjigo Biografija in kritika prvega azijskega madžarskega učenjaka objavljen leta 1936. Károly Antal je naredil kip leta 1937, prvotno ob severozahodnem stolpu Ribiške trdnjave. Kip prikazuje prijatelja Juliana in Gerharda, ki sta se po ukazu Andreja II. Ogrskega odpravila iskat preostale Madžare v stari domovini.
Tipičen primer sloga romunske šole in eno od izjemnih del tega žanra je dva metra visok bronast spomenik. Prvotno je stal ob severozahodnem, leta 1976, ko so gradili hotel Hilton, pa so ga umestili v podkvasti vrt apside nekdanje dominikanske cerkve. Njegov podstavek je Harasztijev apnenec z naslednjim napisom:
Dominikanski pater Julijan je leta 1235 začel svoje iskanje Madžarov v svoji domovini. Po mnogih nesrečah sta se tovariša vrnila. Gerhardus, je umrl še pred doseženim ciljem. Julijan je bil sam ob reki Volgi v Tatrah Baskirije, kjer je našel vzhodne Madžare. Na svojem drugem potovanju leta 1237 ni mogel doseči vzhodnih Madžarov, ker so jih Mongoli pometli. Je prvi evropski popotnik, ki je prinesel resne novice o Mongolih.

## Povzetek
Njegovih sedem stolpov predstavlja sedem madžarskih plemen, ki so se leta 895 naselila v Panonski nižini. S stolpov in terase je panoramski pogled na Donavo, Marjetin otok, hrib Gellért in Pešto (včasih še bolj vzhodno).
Bronasti kip Štefana I. Ogrskega na konju, postavljen leta 1906, je viden med trdnjavo in Matijevo cerkvijo. Podstavek je izdelal Alajos Stróbl po načrtih Frigyesa Schuleka v neoromanskem slogu z epizodami, ki ponazarjajo kraljevo življenje.
V bližini trdnjave je razgledna terasa s številnimi stopnicami in sprehajalnimi potmi.
Stavba je bila predstavljena kot Pit Stop v šesti sezoni ameriške TV oddaje The Amazing Race.